# Meckenbeuren
Meckenbeuren is een plaats in de Duitse deelstaat Baden-Württemberg, en maakt deel uit van de Bodenseekreis.
Meckenbeuren telde op de peildatum van de meest recente statistiek 13.621 inwoners. Volgens de website van de gemeente bedroeg het aantal inwoners per 31 december 2024 14.022.

## Indeling van de gemeente
De gemeente Meckenbeuren bestaat uit:
- Meckenbeuren zelf; met o.a.:
  - Obermeckenbeuren, 1½ km ten oosten van Meckenbeuren
- Brochenzell, 2 km ten westen van Meckenbeuren
- Kehlen, 2 à 4 km ten zuidwesten van Meckenbeuren; met o.a.:
  - Buch, direct ten noordoosten van Kehlen
  - Reute, direct ten oosten van Kehlen
  - Gerbertshaus, enkele kilometers ten zuidwesten van Kehlen; een gedeelte van de luchthaven van Friedrichshafen, o.a. de passagiersterminal, ligt op grondgebied van dit plaatsje.
  - Lochbrücke, direct ten zuiden van Gerbertshaus
- Liebenau, 4 km ten oost-noordoosten van Meckenbeuren, met o.a.:
  - Hegenberg, enkele kilometers ten noorden van Liebenau
  - Langentrog, tussen Hegenberg en Liebenau in

### Wapensvan de diverseOrtsteilevan Meckenbeuren

Wapen van Kehlen (waarin de brug over de Schussen is afgebeeld)
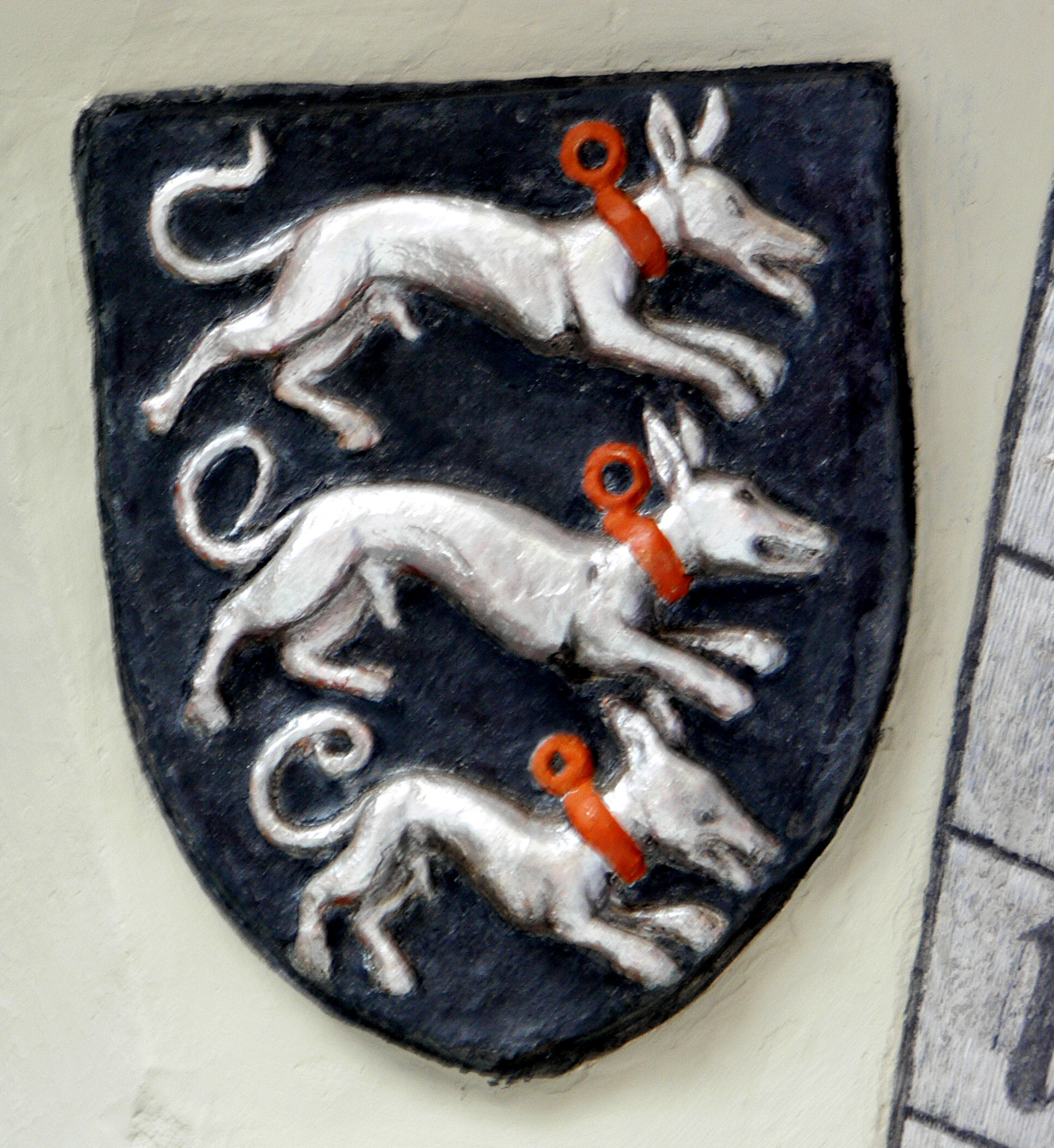
Variant op het wapen van die van Humpis, Brochenzell

## Geografie en infrastructuur
De gemeente ligt aan de rivier Schussen, die niet bevaarbaar is, maar wel,  na zware regenval,  buiten haar oevers kan treden. in juni 2024 leidde dit tot een overstroming, met meer dan € 2 miljoen schade aan openbare gebouwen als gevolg. 
Niet ver ten zuiden van Meckenbeuren ligt het Bodenmeer. Ook de grens met Zwitserland ligt niet ver ten zuiden van de gemeente Meckenbeuren.

### Naburige gemeenten
- In het noorden: Ravensburg[3]
- In het zuidoosten: Tettnang
- In het westen en zuidwesten: Friedrichshafen[4]
- In het zuiden: Eriskirch

### Verkeer en vervoer

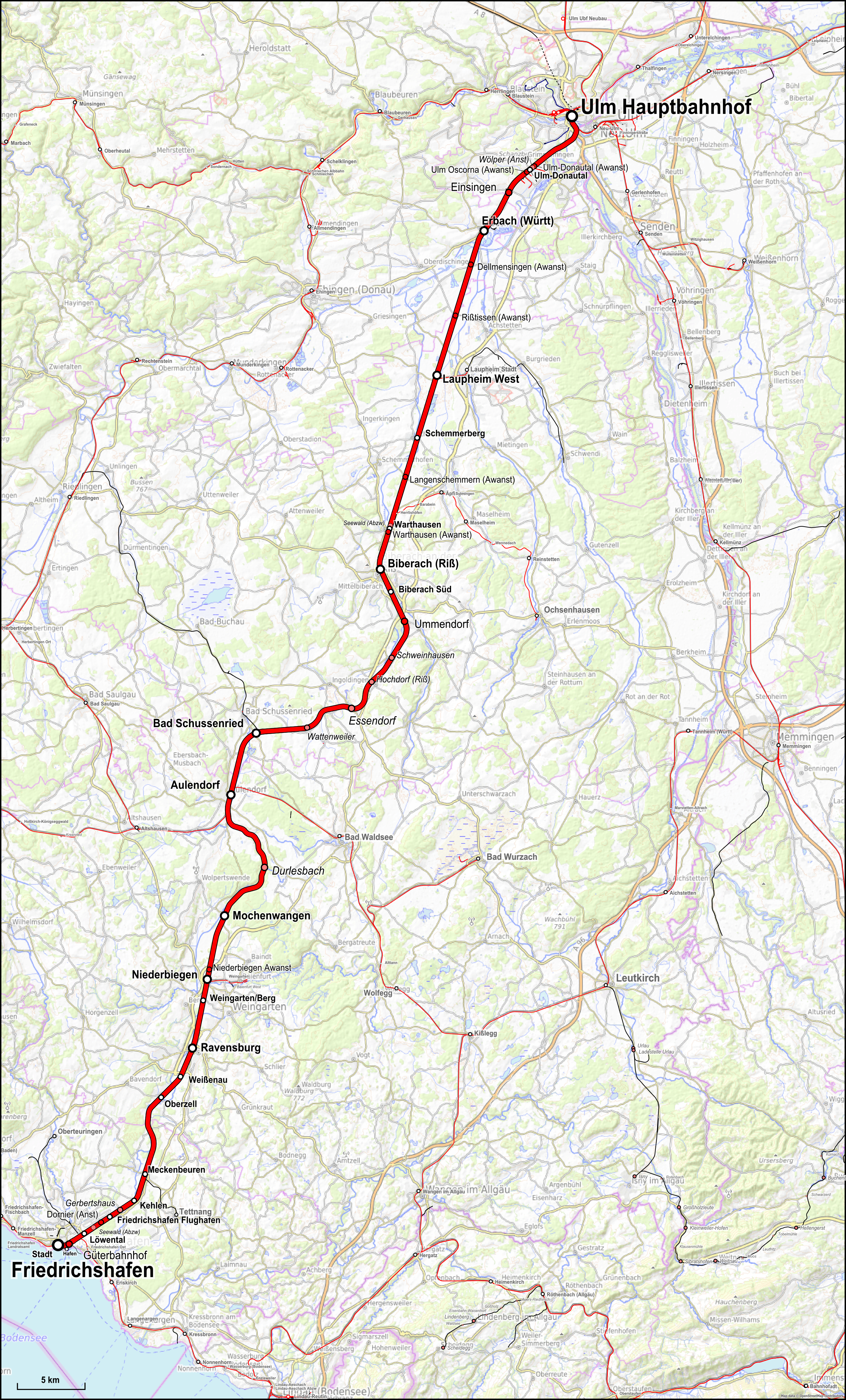
Kaart traject spoorlijn Ulm-Friedichshafen

Vlak ten oosten langs de grens van  de gemeente lopen de Bundesstraße 30 en de Bundesstraße 467. 
Meckenbeuren, en 2 km zuidelijker, Kehlen hebben sinds 1847 stations aan de spoorlijn Ulm - Friedrichshafen. 
Direct ten zuidwesten van, en zelfs gedeeltelijk in, de gemeente Meckenbeuren ligt de Luchthaven Friedrichshafen.
Opvallend in deze streek is, dat er verscheidene fietsroutes uitgezet zijn, die niet alleen bedoeld zijn voor toeristische tochten,  maar ook voor woon-werkverkeer of woon-schoolverkeer.

## Economie
In Meckenbeuren is, naast de hierna vermelde Stiftung Liebenau , die de grootste  werkgeefster van de gemeente is, één grote onderneming gevestigd.  Dat is de sinds 1947 bestaande firma Winterhalter. Deze produceert en verhandelt wereldwijd grote afwasmachines voor in horecabedrijven,   instellingen  enz. Te Meckenbeuren heeft dit bedrijf zijn hoofdkantoor en één fabriek.
Overige bedrijvigheid is alleen van lokaal of regionaal  belang. Wel van betekenis is het toerisme.

## Geschiedenis

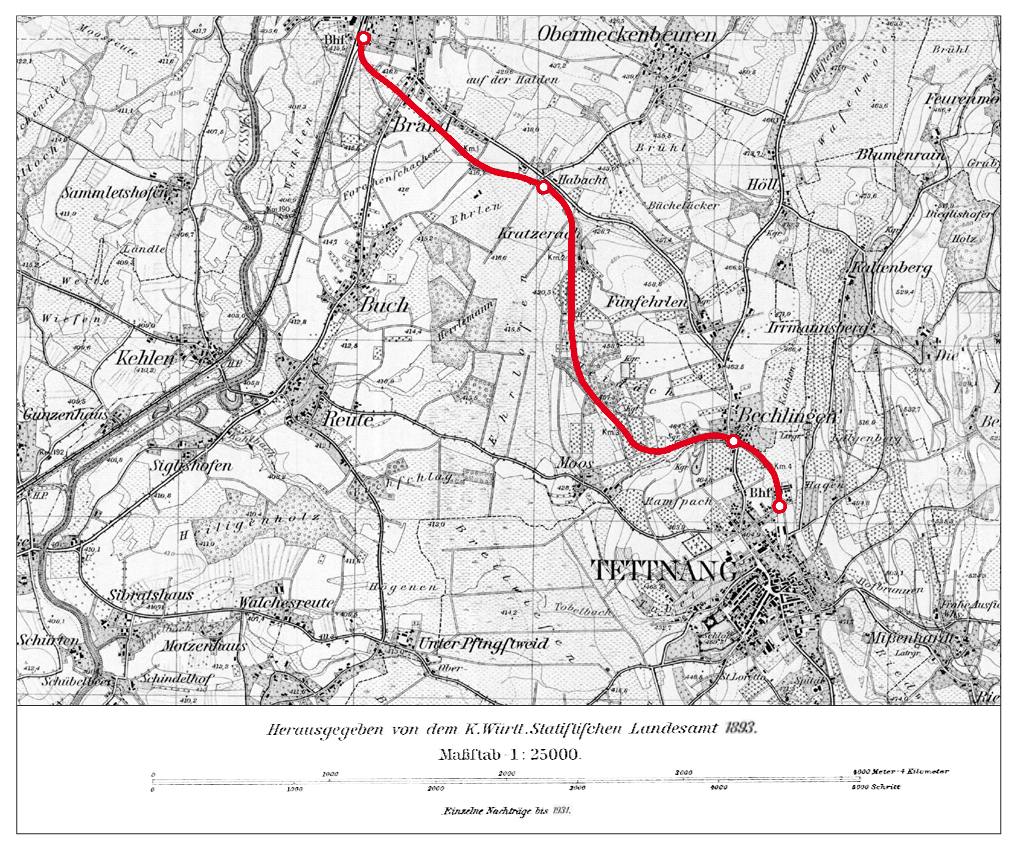
Kaart traject voormalige spoorlijn naar Tettnang

Van 1094 tot 1530 behoorde Meckenbeuren tot het wereldlijk gebied van de Abdij Weingarten, en daarna tot 1780 het Graafschap Montfort, zie ook onder Tettnang, met welk stadje Meckenbeuren sindsdien meestal de politieke lotgevallen deelde. Opvallend is, dat in het gemeentewapen zowel het symbool van de graven van Montfort voorkomt (links, heraldisch rechts) als de jachthond. Deze hond lijkt veel op die in het wapen van het (adellijke) koopmansgeslacht Humpis of Hundbiß, dat in de gemeente een kasteel heeft laten bouwen, evenals op de hond in het wapen van buurstad Tettnang.
Sinds 1847 is Meckenbeuren aangesloten op het spoorwegnet. Van 1895 tot 1996 was er een apart spoorlijntje naar Tettnang van 4½ kilometer lengte.
Tot 1897 heette de plaats Meckenbeuren Untermeckenbeuren.
Gedurende de Tweede Wereldoorlog zijn enkele vrouwen in en om Meckenbeuren, die een relatie zouden hebben aangeknoopt met Poolse krijgsgevangenen, door nazi's uit het dorp in het openbaar vernederd, mishandeld en op transport gezet naar concentratiekamp Ravensbrück. Een Poolse gevangene, die met één van deze vrouwen was betrapt,  werd tijdens een beschamend spektakel in het openbaar opgehangen. De toenmalige burgemeester van Meckenbeuren was een fanatiek nazi.

## Stiftung Liebenau

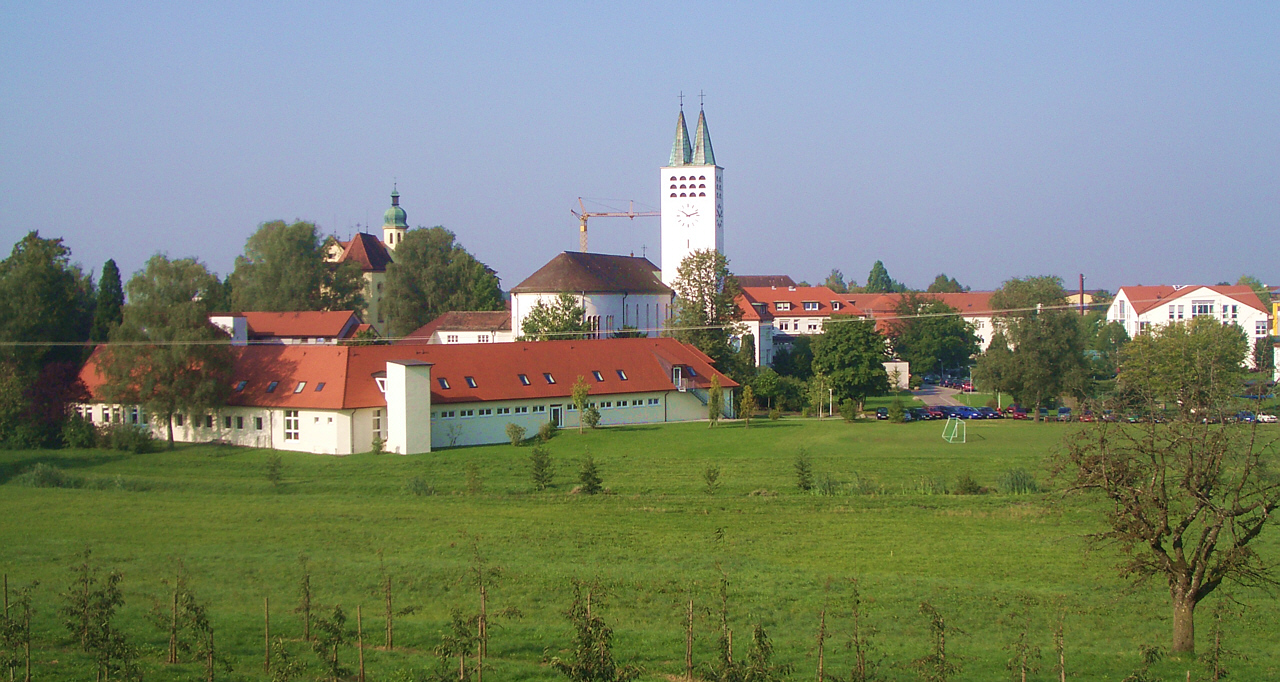
Liebenau
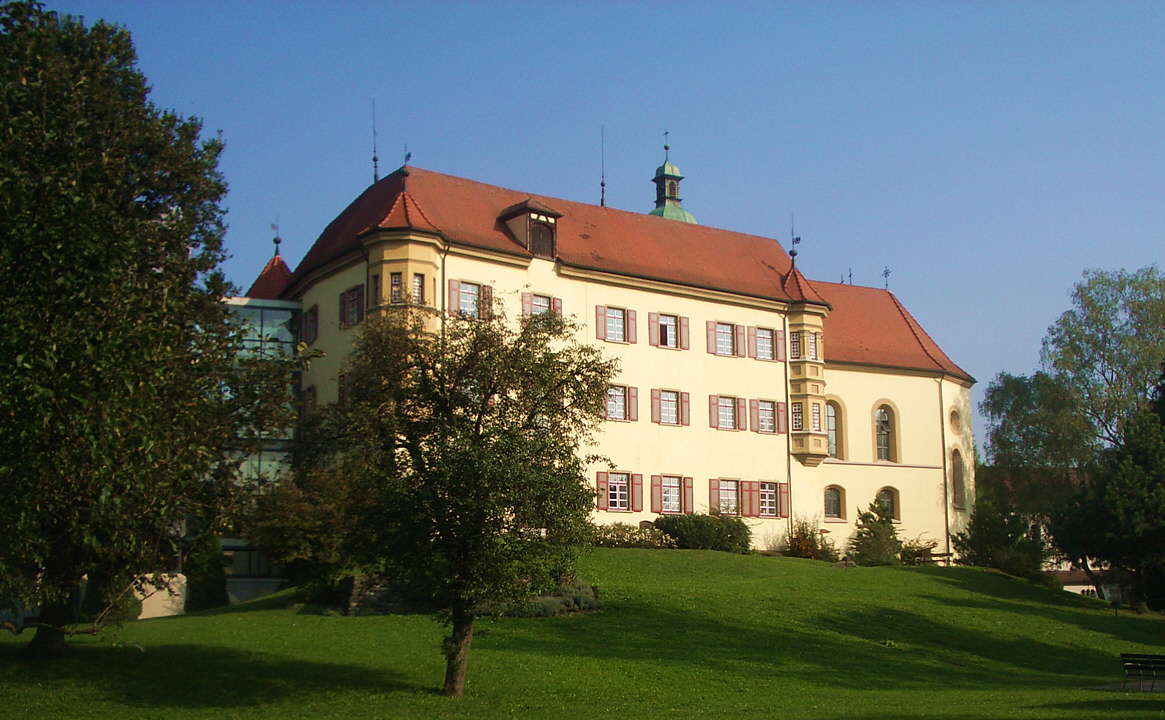
Kasteel Liebenau, gebouwd in de 17e eeuw (verpleeg- en scholingsinstelling)

In 1870 werd te Liebenau het katholieke gesticht Stiftung Liebenau in het leven geroepen, dat ook het kasteel van dat dorp in bezit kreeg. Het was in eerste instantie een inrichting voor ongeneeslijk zieken. Vanaf juli 1940 lieten de nazi's in het kader van zogenaamde euthanasie (Aktion T4) de helft van de 1.000 patiënten van de instelling in Hadamar vermoorden. Het kasteel is in de Tweede Wereldoorlog ook nog als gevangenen- en interneringskamp gebruikt; tot de gevangenen, die het wat beter hadden dan die in een concentratiekamp, behoorden vrouwen, kinderen en zogenaamde Austauschjuden, Joden die in het kader van een gevangenenruil of voor geld uit Nazi-Duitsland mochten emigreren. Na de oorlog hervatte de Stiftung Liebenau haar activiteiten. De instelling groeide sterk uit, tot op de huidige dag nog, en is naast pleegzorg ook tal van andere activiteiten gaan ontplooien. Deze hangen samen met het onderwijs aan en de zorg voor mensen met een beperking, en met ouderenzorg. Ook worden er verpleegkundigen e.d. opgeleid en bijgeschoold. De instelling bezit o.a. ook een op kinderen en tieners gericht zorgcentrum in Hegenberg. De stichting verhandelt ook in dagbesteding door gehandicapten e.d. gemaakte producten, en bezit zorglocaties in geheel Zuid-Duitsland en intussen ook o.a. in Oostenrijk, Zwitserland en Italië. Stiftung Liebenau, met Europa-wijd 8.700 medewerkers, is de grootste werkgeefster in de gemeente Meckenbeuren.
Het dorp Liebenau bestaat voor een belangrijk deel uit gebouwen en personeelswoningen van de Stiftung Liebenau.

## Bezienswaardigheden
- Het pretpark Ravensburger Spieleland, waar de muis uit het kinderprogramma Sendung mit der Maus rondloopt, ligt te Liebenau. Het is gelieerd aan de gelijknamige legpuzzel- en spellenfabrikant.
- Een voormalige loods bij station Meckenbeuren huisvest een klein theater, genaamd Kultur am Gleis 1, voor o.a. toneel- en cabaretvoorstellingen en kleinschalige concerten.
- Kasteel Humpisschloss te Brochenzell, voorheen (vanaf het midden van de 15e eeuw tot het midden van de 17e eeuw) van het rijke koopmansgeslacht Humpis of Hundbiß, is in 2022 gerestaureerd. Het huisvest een hotel, een exclusief restaurant[5] en op de bovenste verdieping een historisch museum o.a. over het geslacht Humpis.

## Afbeeldingen

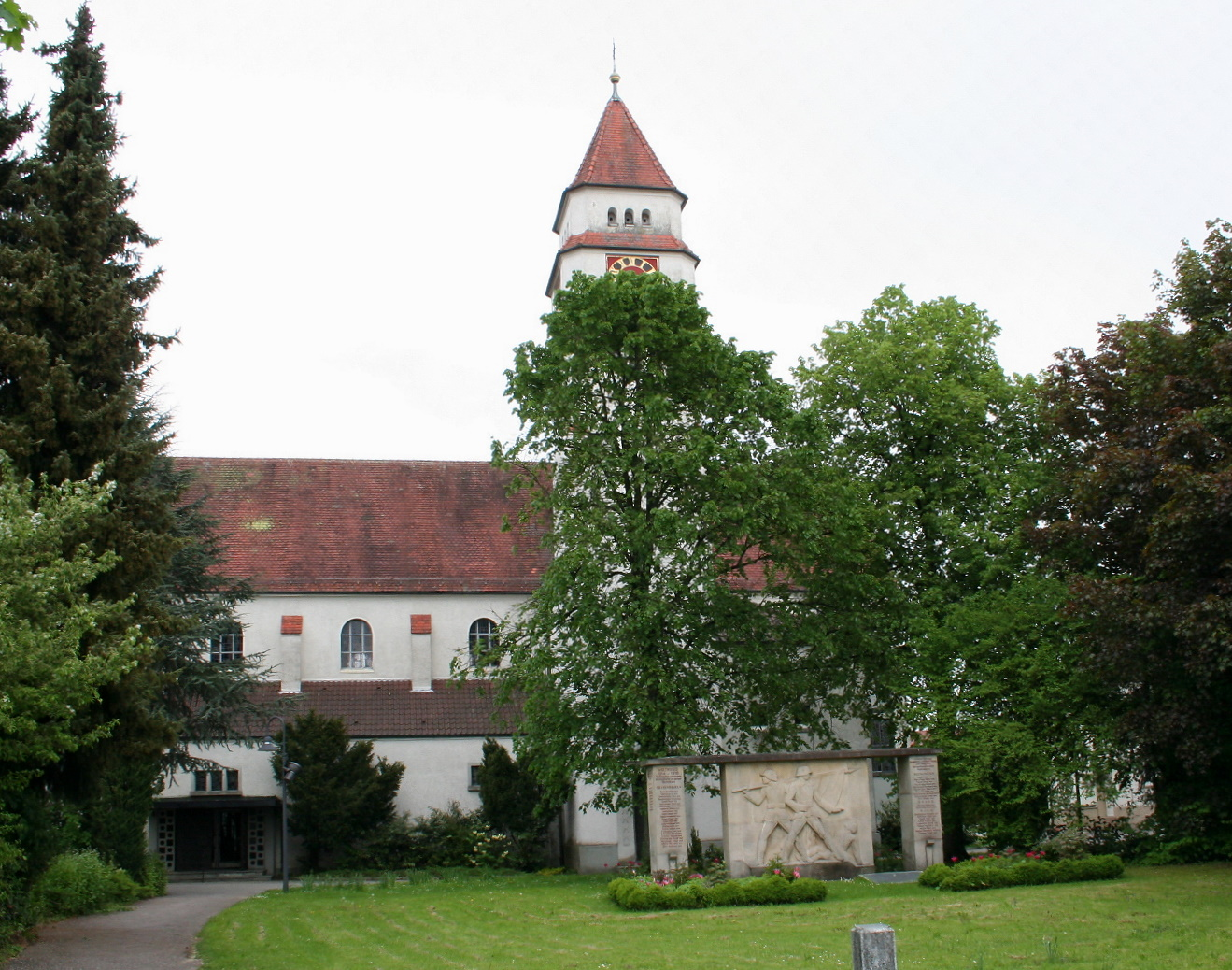
Kerk St. Maria te Meckenbeuren
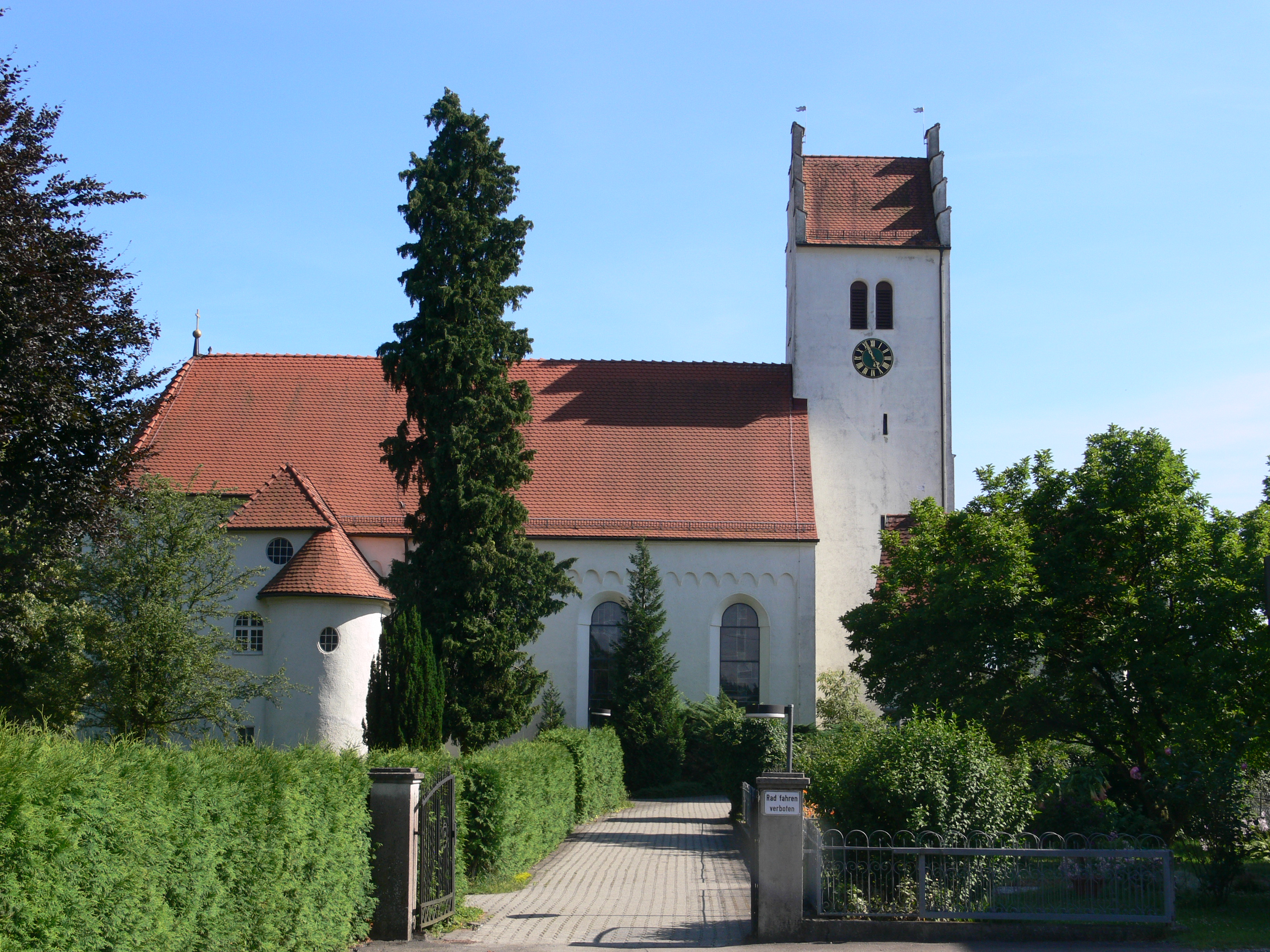
Kerk St. Jacobus de Meerdere, Brochenzell, bouwjaar 1275
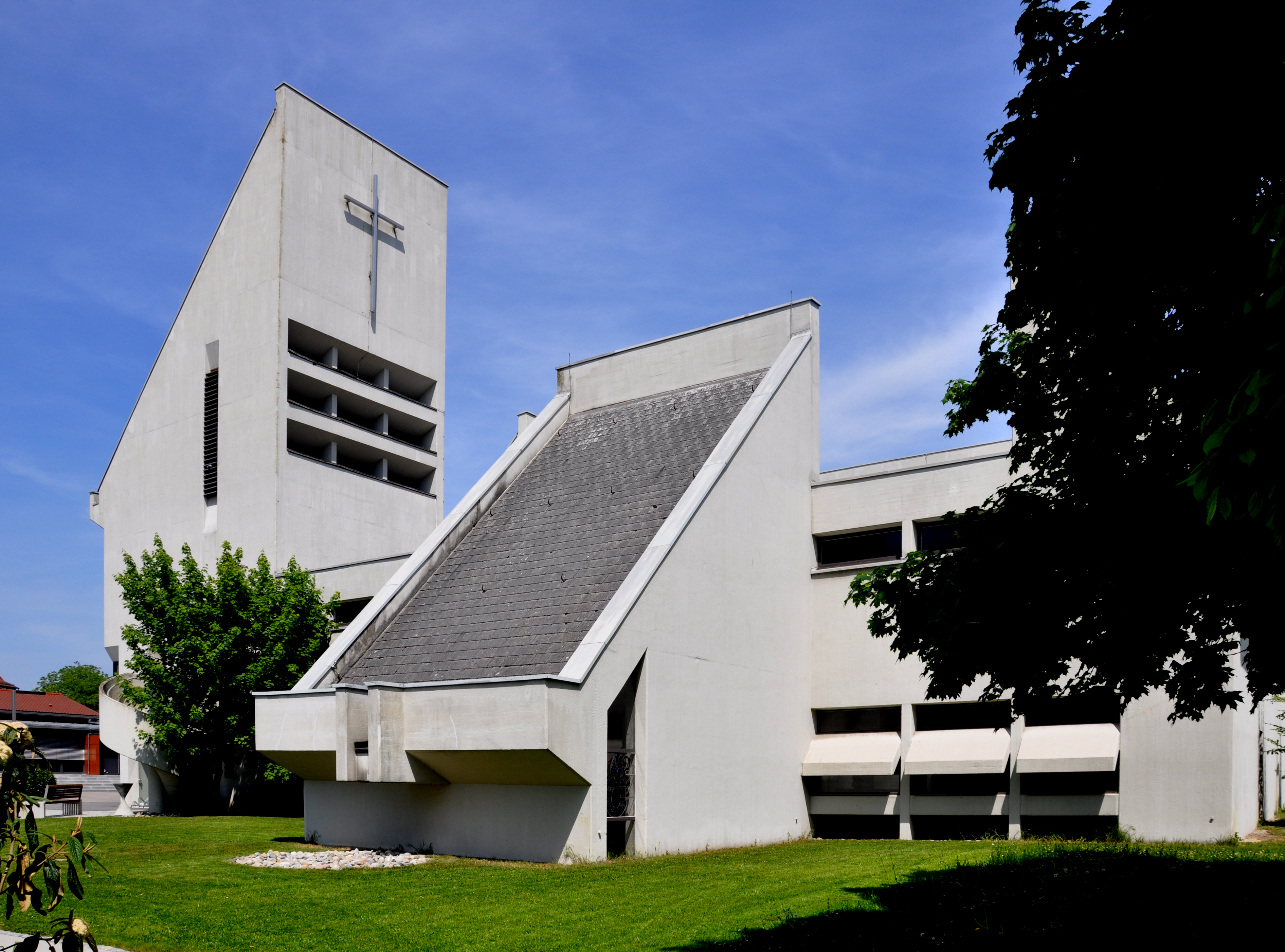
St. Verenakerk, Kehlen (1968)
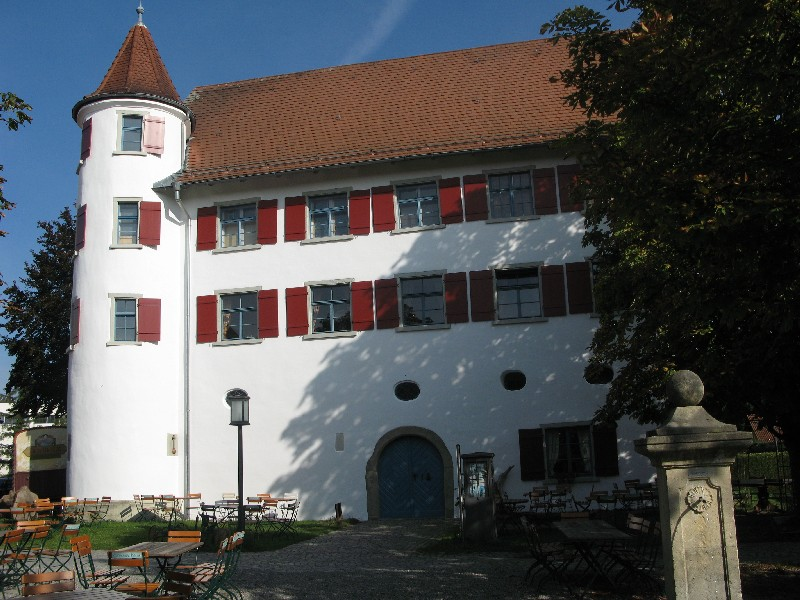
Kasteel Humpisschoss, Brochenzell

## Partnergemeenten
De gemeente Meckenbeuren onderhoudt jumelages met:
- Kehlen, Groothertogdom Luxemburg
- Neustadt, in de Duitse deelstaat Saksen